# Westliche Dümmerniederung im Landkreis Osnabrück
Die Westliche Dümmerniederung im Landkreis Osnabrück ist ein Naturschutzgebiet in der niedersächsischen Gemeinde Bohmte im Landkreis Osnabrück.

## Allgemeines
Das Naturschutzgebiet mit dem Kennzeichen NSG WE 326 ist circa 490 Hektar groß. Es ist zum größten Teil Bestandteil des EU-Vogelschutzgebietes „Dümmer“. Im Norden grenzt es an das Naturschutzgebiet „Westliche Dümmerniederung“ und das Landschaftsschutzgebiet „Dümmer“, im Osten an das Naturschutzgebiet „Dümmer, Hohe Sieben und Ochsenmoor“ sowie am Schäferhof kleinflächig an das Landschaftsschutzgebiet „Ochsenbruch“. Das Gebiet ist seit dem 1. Januar 2023 als Naturschutzgebiet ausgewiesen. Es ersetzt den im Landkreis Osnabrück liegenden Teil des Naturschutzgebietes „Westliche Dümmerniederung“.

## Beschreibung
Das Naturschutzgebiet liegt südöstlich von Damme im Naturpark Dümmer. Es umfasst Teile der von Niedermoorlandschaften geprägten Dümmerniederung und bildet zusammen mit den Flächen des weiter östlich in der Dümmerniederung liegenden Ochsenmoores eines der größten zusammenhängenden Feuchtgrünlandbereiche in Nordwestdeutschland. Das Gebiet ist seit den 1950er-Jahren durch einen um den Dümmer verlaufenden Deich von der natürlichen Überflutungsdynamik des von der Hunte durchflossenen Dümmers abgeschnitten. 
Die Grünländer im Naturschutzgebiet wurden großflächig wiedervernässt. Sie werden von zahlreichen Gräben durchzogen. Stellenweise sind naturnahe Stillgewässer zu finden. Im Osten grenzt das Naturschutzgebiet an die Hunte. Die Grünländer sind insbesondere im Osten des Naturschutzgebietes als seggen-, binsen- und hochstaudenreiche Flutrasen ausgebildet. Entlang der Gräben, an den Ufern der Stillgewässer und der Hunte sind Röhrichte aus Schilf, Rohrglanzgras, Wasserschwaden und Rohrkolben ausgebildet. Stellenweise sind Hochstaudensümpfe ausgebildet. Die Grünländer werden größtenteils extensiv als Mähwiese und teilweise als Weide genutzt. Im Bereich des Kemphauser Moores im Nordwesten des Naturschutzgebietes sind einige Ackerflächen in das Naturschutzgebiet einbezogen. Im Süden des Naturschutzgebietes befindet sich der geschützte Landschaftsbestandteil „Beidseitige Baumbepflanzung des Tränkewalles“ (LB OS 32), einer Allee aus Elsbeere.
Im Bereich der Rüschendorfer Wiesen und des Kemphauser Moores im Norden des Naturschutzgebietes stocken kleinflächig Birken- und Kiefern-Moor- und Birken-Bruchwälder sowie Weiden-Sumpfgebüsche. Die Grünländer sind hier teilweise durch Hecken und Baumreihen aus Birken und Erlen gegliedert.
Das Gebiet ist wichtiger Lebensraum für Wasser-, Wat- und Wiesenvögel sowie Rast- und Überwinterungsgebiet verschiedener Zugvögel. So wurden Blässhuhn, Wasserralle, Brandgans, Knäkente, Löffelente, Reiherente, Schnatterente, Höckerschwan, Schwarzhalstaucher, Zwergtaucher, Lachmöwe, Kiebitz, Kampfläufer, Großer Brachvogel, Uferschnepfe, Rotschenkel, Bekassine, Wachtel, Rohrweihe, Sumpfohreule, Weißstorch, Nachtigall, Pirol, Feldlerche, Feldschwirl, Rohrammer, Rohrschwirl, Schilfrohrsänger, Blaukehlchen, Schwarzkehlchen, Wiesenpieper und Schafstelze als Brutvögel nachgewiesen. Weiterhin kommen im Gebiet unter anderem Seeadler, Teichralle, Tüpfelsumpfhuhn, Schellente, Grünschenkel, Wachtelkönig, Austernfischer, Neuntöter und Raubwürger vor. Im Winterhalbjahr ist das Gebiet Rastgebiet zahlreicher Wasser- und Watvögel.
Die Stillgewässer sind Lebensraum für Amphibien wie Teichmolch, Erdkröte, Grasfrosch und Moorfrosch. An Hunte, Gräben und Stillgewässern kommen verschiedene Libellen vor, darunter Mondazurjungfer, Glänzende Binsenjungfer, Kleine Binsenjungfer und Scharlachlibelle. Die Hunte ist im Bereich des Naturschutzgebiets Lebensraum unter anderem für Aal, Hecht, Schleie und Ukelei. In der Hunte und den Gräben sind ferner Schlammpeitzger und Steinbeißer heimisch. Das Gebiet ist auch Nahrungshabitat verschiedener Fledermäuse.
Das Naturschutzgebiet ist vollständig von weiteren Grünländern umgeben. Im Westen wird es von der Kreisstraße 322 gequert.